# Rick Hillier
Pour les articles homonymes, voir Hillier.
Le général Richard "Rick" J. Hillier, CMM, CSM, CD, B.Sc (né en 1955)

## Biographie
Né et élevé à Campbellton, dans la baie Notre-Dame à Terre-Neuve-et-Labrador, il reçoit son diplôme à l'Université Memorial de Terre-Neuve en 1975 avec un baccalauréat en sciences. Il a été posté à son premier régiment, le huitième régiment des hussards canadiens de la Princesse Louise à Petawawa en Ontario, et par la suite aux dragons royaux canadiens. Il a également servi en tant que cadre d'état-major aux quartiers généraux de la Force mobile à Saint-Hubert au Québec et aux quartiers généraux de la Défense nationale à Ottawa.
En 1998, il devient le député-général commandant du troisième corps armé de l'armée américaine à Fort Hood au Texas. En janvier 1998, toujours au QGDN, il commande l'opération Récupération, l'intervention des Forces canadiennes lors de la paralysante tempête de verglas de 1998 en Ontario, au Québec et au Nouveau-Brunswick.
Le 30 mai 2003, il est nommé chef d'état-major de l'armée de terre, commandant l'armée canadienne. Il avait auparavant commandé la division multinationale du sud-ouest en Bosnie-Herzégovine. Après sa période passée à la tête de l'armée de terre et avant d'être nommé à la tête de l'état-major de la Défense, il commandait l'ISAF (la Force internationale d'assistance et de sécurité) en Afghanistan, du 9 février au 12 août 2004. Là-bas, il introduit la méthode canadienne des 3-D de la sécurité: défense, diplomatie et développement.
Loquace, d'une forte personnalité et parfois très franc, Hillier est connu pour ses appels pour un meilleur financement des Forces armées canadiennes. En 2003, lorsqu'il a été nommé chef de l'état-major de l'armée, il a dit «N'importe quel commandant qui se tiendrait ici pour dire que nous n'avons pas besoin de plus de soldats devrait être goudronné et déplumé et conduit hors de la ville sur un rail.» 
Le 4 février 2005, il est devenu chef de l'état-major de la Défense. À la cérémonie du changement des commandes, il a répété son appel, plus général, devant le premier ministre Paul Martin et le ministre de la Défense Bill Graham, pour des ressources militaires accrues: «Dans ce pays, nous ne pourrions probablement pas donner assez de ressources aux hommes et femmes qui font toutes les choses qu'on leur demande de faire. Mais nous pouvons leur donner trop peu, et c'est ce que nous faisons. Rappelez-vous d'eux dans vos budgets.» Sa volonté de parler ouvertement sur la question de l'argent pour le budget de la Défense le rend bien particulier comme chef de l'état-major.
Il démissionna de ses fonctions de chef d'État-Major de la Défense des Forces armées canadiennes le 15 avril 2008.